# Lex Clodia de capite civis Romani

La lex Clodia de capite civis Romani est une loi romaine adoptée en 58 av. J.-C. à l'initiative de Clodius.
La loi est dirigée contre Cicéron, en raison de l’exécution des complices de Catilina en décembre 63 av. J.-C..
Le plébiscite est voté le 12 mars 58 av. J.-C.. La veille, Cicéron a quitté Rome.
Le texte de la loi ne nous est pas connu avec précision.

### Sources antiques
- [Appien] Appien, Histoire romaine (BNF 12187093), Guerres civiles, II, 15.
- [Cicéron] Cicéron, Pour Sestius (BNF 15520575), 10, 25.
- [Dion Cassius] Dion Cassius, Histoire romaine (BNF 12240536), XXXVIII.
- [Tite-Live] Tite-Live, Histoire romaine (BNF 12008346), per., CIII.
- [Velleius Paterculus] Velleius Paterculus, Histoire romaine (BNF 12011352), II, 45.